# Black bullet
「black bullet」（ブラック・ブレット）は、日本の音楽ユニット・fripSideの楽曲で、第2期8作目（通算9作目）のシングル。

## 背景
本曲はテレビアニメ『ブラック・ブレット』のオープニングテーマに起用され、タイトルも同アニメと同名のものとなっている。
レーベルプロデューサーからは、作品のテーマである「全世界の聴き」を表現するためにシンフォニック調にして欲しいと言われたが、八木沼が本作の前に作曲したALTIMAの4thシングル「Fight 4 Real」が吸血鬼を題材とした作品であり、黒いイメージの作品が続いたため、良い案がなかなか思い浮かばず苦労したという。また、fripSideの前作「eternal reality」が小室哲哉との共作だったため、できるだけそのイメージを踏襲しないよう配慮している。
南條愛乃は、前作までのfripSideのカラーとは違うためにレコーディング時は音のコントロールができず苦労したという。また、3月に行われた「AnimeJapan 2014」で本曲を初披露する際、ファンから受け入れてもらえるか不安だったが、蓋を開けてみれば好印象であったために嬉しかったという。

## 音楽性
同アニメの世界観を反映したゴシックでダークな曲であり、生ストリングスと声楽隊を取り入れてオペラのような壮大な曲に仕上がっている。歌詞は同アニメの主人公である里見蓮太郎が高校生であることも考慮した中二的なワードや、ヒロインである藍原延珠の目の色や作品の世界観等を考慮した「黒と赤」に関するフレーズを散りばめている。なお、satによればライブでの盛り上がりも切望しているという。
PVは総合格闘家のボブ・サップがfripSideのボディーガードを担当するため、彼がドアから登場した後に南條をかばって撃たれるという壮絶な内容になっている。また、ダチョウ倶楽部の上島竜兵もマフィアのボス役として出演している。上島の出演に関してはfripSide側からのオファーがあり、上島自身も快諾したために実現することとなった。

## シングルリリース
2014年5月14日にNBCユニバーサルから発売された。前作「eternal reality」から約9か月ぶりのリリースとなる。
販売形態は初回限定盤（GNCA-0333）と通常盤（GNCA-0334）の2種リリース。初回限定盤には本曲のPVなどを収録したDVDが同梱されており、ジャケットには同アニメの登場人物である里見蓮太郎と藍原延珠のイラストが描かれている。
2曲目「pico scope -SACLA-」は、理化学研究所が所有する巨大顕微鏡「SACLA」をPRするために同研究所が八木沼にアニメーションを駆使したテーマソングを依頼した。歌詞中には「SACLA」に関するフレーズが所々に散りばめられており、さながら森高千里の「ロックンロール県庁所在地」のようであるという。演奏時間は、PRムービーが1分程度のショートムービーであるためにfripSideの作品の中では最も速い曲に仕上がっている。

## シングル収録内容
| 全作詞・作曲・編曲: 八木沼悟志。 |                                      |            |            |      |
| #                                | タイトル                             | 作詞       | 作曲・編曲 | 時間 |
| 1.                               | 「black bullet」                     | 八木沼悟志 | 八木沼悟志 | 4:23 |
| 2.                               | 「pico scope -SACLA-」               | 八木沼悟志 | 八木沼悟志 | 3:21 |
| 3.                               | 「black bullet」(instrumental)       | 八木沼悟志 | 八木沼悟志 | 4:23 |
| 4.                               | 「pico scope -SACLA-」(instrumental) | 八木沼悟志 | 八木沼悟志 | 3:20 |
| 合計時間:                        | 合計時間:                            | 15:27      |            |      |

| #  | タイトル                                                                  | 作詞 | 作曲・編曲 |
| -- | ------------------------------------------------------------------------- | ---- | ---------- |
| 1. | 「black bullet」(PV)                                                      |      |            |
| 2. | 「PV commentary」                                                         |      |            |
| 3. | 「PV making」                                                             |      |            |
| 4. | 「SPOT special」(ver.1)                                                   |      |            |
| 5. | 「SPOT special」(ver.2)                                                   |      |            |
| 6. | 「理化学研究所 世界一小さいものが見えるX線レーザー 「SACLA」 PRムービー」 |      |            |

## チャート
| チャート（2014年）                                 | 最高位 |
| -------------------------------------------------- | ------ |
| オリコン                                           | 6      |
| Billboard JAPAN Hot 100                            | 11     |
| Billboard JAPAN Hot Singles Sales                  | 3      |
| Billboard JAPAN Hot Animation                      | 4      |
| Billboard JAPAN Top Independent Albums and Singles | 1      |
| サウンドスキャンジャパン（初回限定盤）             | 6      |

## 参加ミュージシャン
fripSide
- 八木沼悟志：Synthesizer & Programming (全曲)
- 南條愛乃：Vocal (#1,2)

Additional Musician
- a2c：Guitar (全曲)
- 村田泰子ストリングス：Strings (#1,3)
- 太田美帆：Chorus (#1,3)
- 東京混声合唱団：Chorus (#1,3)

## 収録アルバム
- infinite synthesis 2 (#1)
- crossroads (#2)
- the very best of fripSide 2009-2020 (#1)

## コンサートにおけるバックダンサー
「black bullet」は、コンサートなどではバックダンサーを従えて披露される。以下は、『ブラック・ブレット』の劇中で放送されるアニメの登場キャラクター・「天誅ガールズ」に扮して登場したものである。
2014年8月29日に行われた『Animelo Summer Live 2014 -ONENESS-』の1日目では、深沢紗希、佐々木璃花、錦織めぐみ、板山紗織、渡辺くるみ、澤田明菜、海保えりかの7人が「天誅ガールズ」に扮してバックダンサーを務めた。
fripSideの単独公演では、上記の7人が2015年3月1日の横浜アリーナ公演で登場。「sister's noise」と、ダブルアンコールの「only my railgun」では、『とある科学の超電磁砲』の登場キャラクター・「妹達」（シスターズ）の姿で登場し、エンディングではこの姿で決め台詞を披露した。この様子は映像作品『fripSide LIVE TOUR 2014-2015 FINAL in YOKOHAMA ARENA』に収められている。なお、「sister's noise」では、「black bullet」の振付を手掛けた沢口かなみも妹達に扮し、バックダンサーとして参加している。
『Animelo Summer Live 2015 -THE GATE-』では、2日目（2015年8月29日）にシークレットゲストとして登場したfripSideが同曲を披露した際、「天誅ガールズ」に扮したバックダンサーとしてLuce Twinkle Wink☆（宇佐美幸乃、深沢紗希、錦織めぐみ、板山紗織、桧垣果穂の5人）、海保えりか（天誅ブラック）、沢口かなみ（天誅グリーン）の7人が参加した。
『Animelo Summer Live 2017 -THE CARD-』（2017年8月26日）でも、Luce Twinkle Wink☆が「天誅ガールズ」に扮し、バックダンサーを務めている。2015年と違い、5人での登場のため、天誅ブラックと天誅グリーンに扮したメンバーは登場しなかった。
2018年2月3日に開催された「NBCUniversal ANIME×MUSIC FESTIVAL〜25th ANNIVERSARY〜」では、Luce Twinkle Wink☆の3人（深沢、桧垣、錦織）と沢口かなみの4人が「天誅ガールズ」に扮して登場している。
また、「天誅ガールズ」がバックダンサーではなく、メインを務めたイベントも存在する。2018年6月24日に開催された「NBCUniversal ANIME×MUSIC FESTIVAL～AFTER PARTY～」において、天誅ガールズに扮したLuce Twinkle Wink☆が、八木沼との合同ユニットである「さとしwith天誅ガールズ」として「black bullet」を披露。ここではリーダーの宇佐美幸乃（天誅ピンク）がリードボーカルを担当し、八木沼はキーター（ショルダーキーボード）を演奏した。